# Drag bar

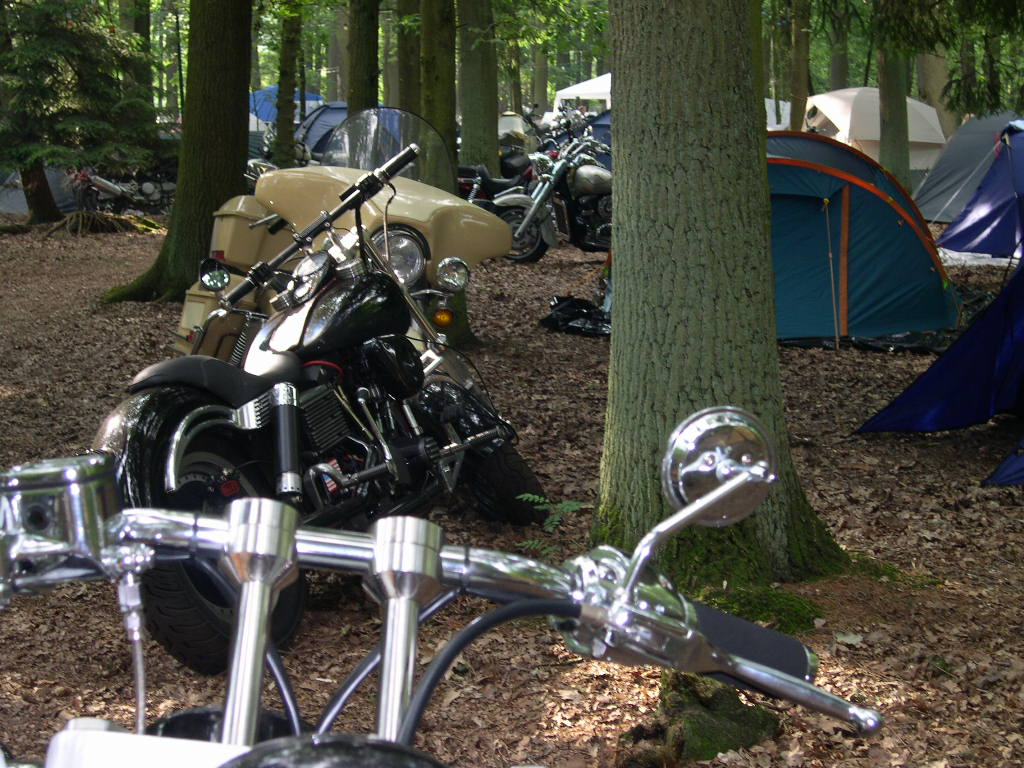
Drag bars en risers

Een Drag bar is een vlak stuur voor motorfietsen, gebruikt in dragrace en motorsprint. 
Drag bars worden met risers ook op choppers gebruikt. Ook wel flat bar of flat handle genoemd.